# هاینرسدورف
هاینرسدورف (به آلمانی: Berlin-Heinersdorf) یک منطقهٔ مسکونی در آلمان است که در Pankow واقع شده‌است. هاینرسدورف ۶٬۵۸۰ نفر جمعیت دارد.